# Wietka
Wietka (białorus. Ветка) – miasto na Białorusi w obwodzie homelskim. Stolica administracyjna rejonu wietkowskiego. 8 tys. mieszkańców (2010).

## Historia
Miejscowość została założona w 1685 roku jako azyl dla prześladowanych w Rosji staroobrzędowców – ich domy mieściły się na wysepce o tej samej nazwie na rzece Soż. Na początku XVIII wieku mieszkało tu około 4 tys. popowców. W latach trzydziestych i sześćdziesiątych XVIII wieku na Wietkę napadały wojska rosyjskie w celu likwidacji konkurencyjnego wobec oficjalnego prawosławia wyznania. W okresie przebywania w mieście staroobrzędowców narodziła się odrębna szkoła pisania ikon, stąd nazwa wietkowskie ikony.
Miasto magnackie położone było w końcu XVIII wieku w powiecie rzeczyckim województwa mińskiego.
W 1793 roku miejscowość została włączona do Rosji. Od 1929 roku w składzie Białoruskiej SRR – cztery lata wcześniej uzyskała prawa miejskie.
Podczas okupacji hitlerowskiej, we wrześniu 1941 roku Niemcy utworzyli getto dla żydowskich mieszkańców. Przebywało w nim około 700 osób. 3 grudnia 1941 roku Niemcy zlikwidowali getto, a Żydów zamordowali. 
Miasto jest położone w strefie silnie skażonej opadem promieniotwórczym po Katastrofie w Czarnobylu.

## Galeria

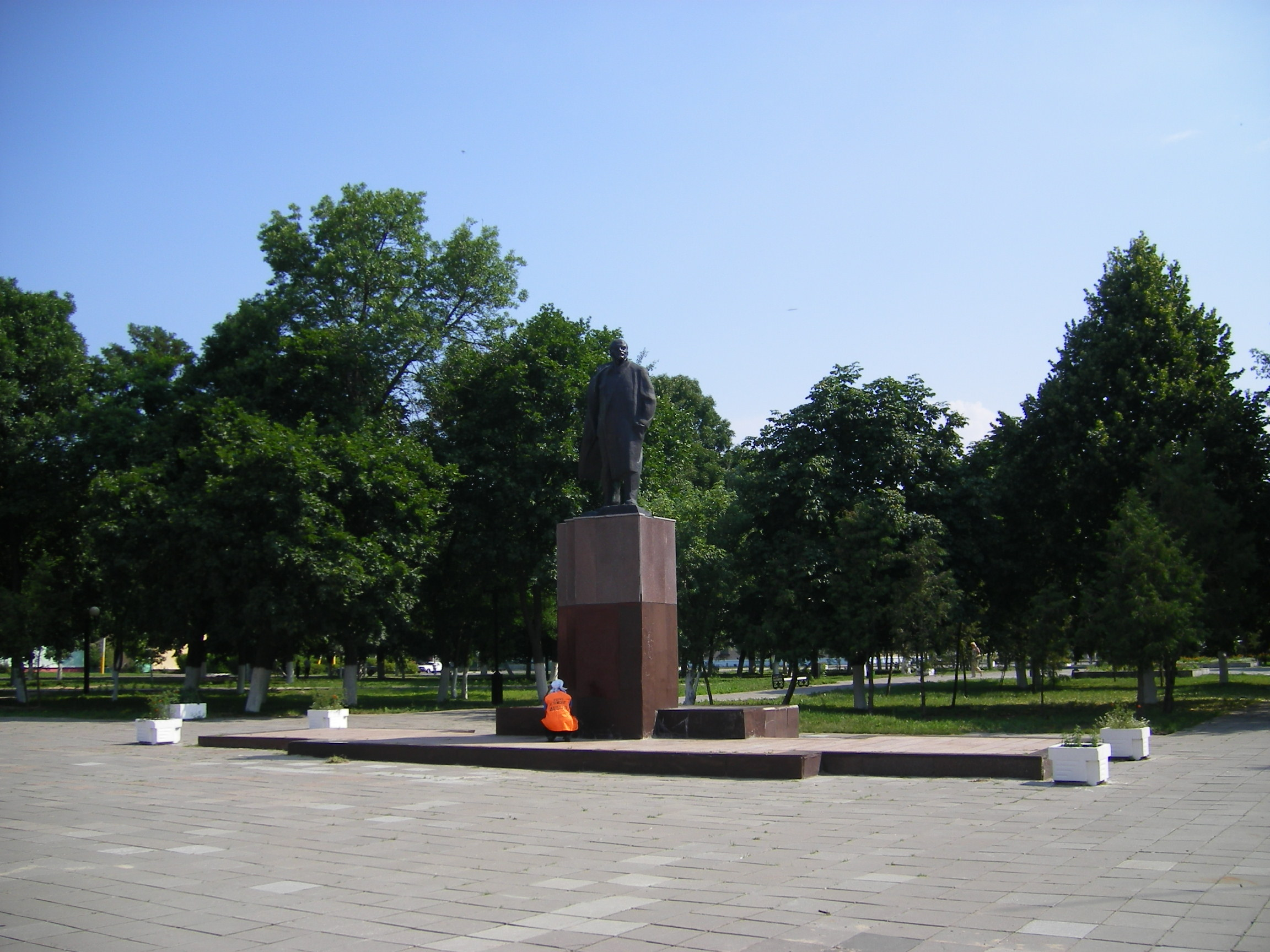
Rynek
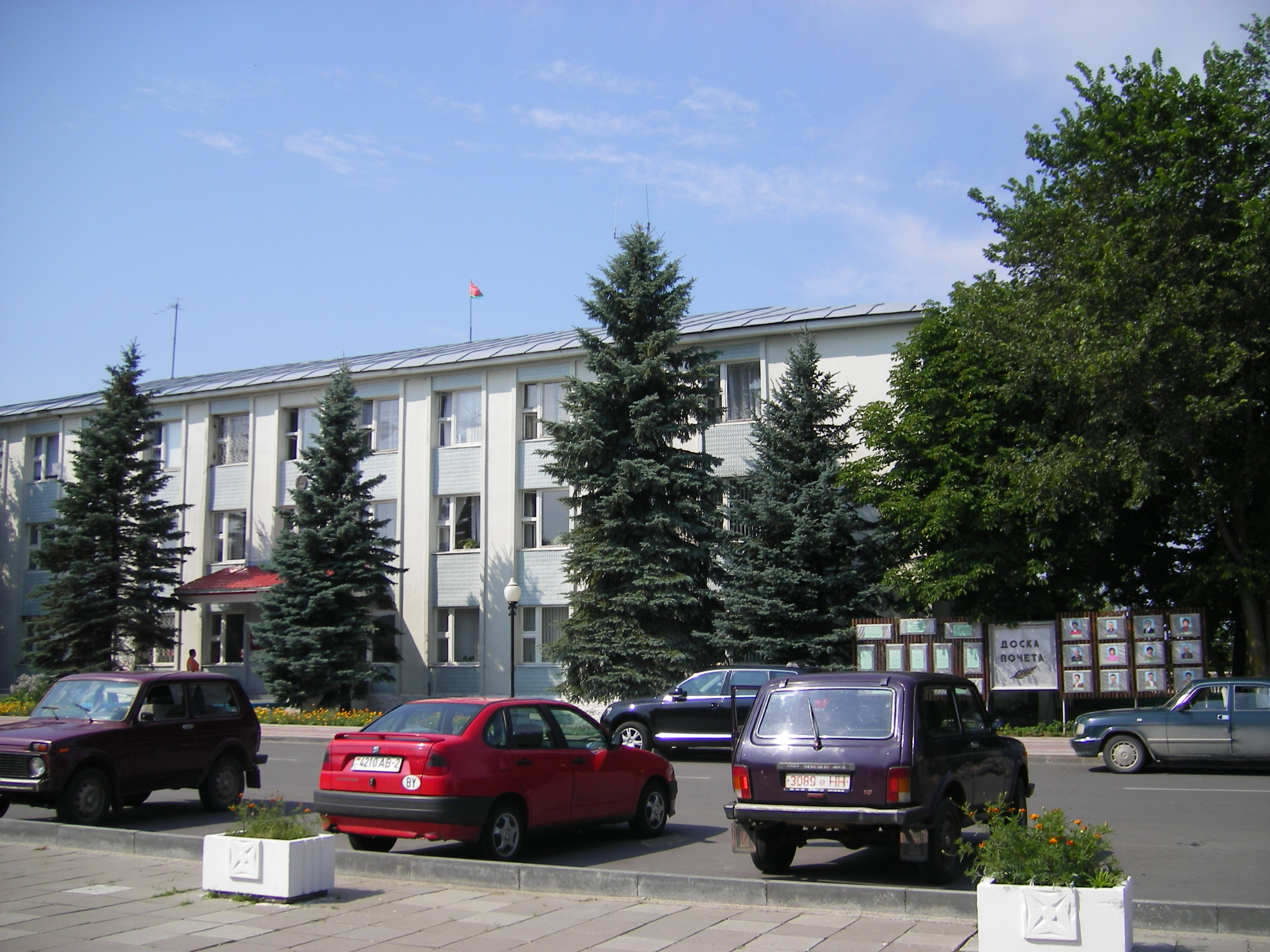
Centrum administracyjne rejonu
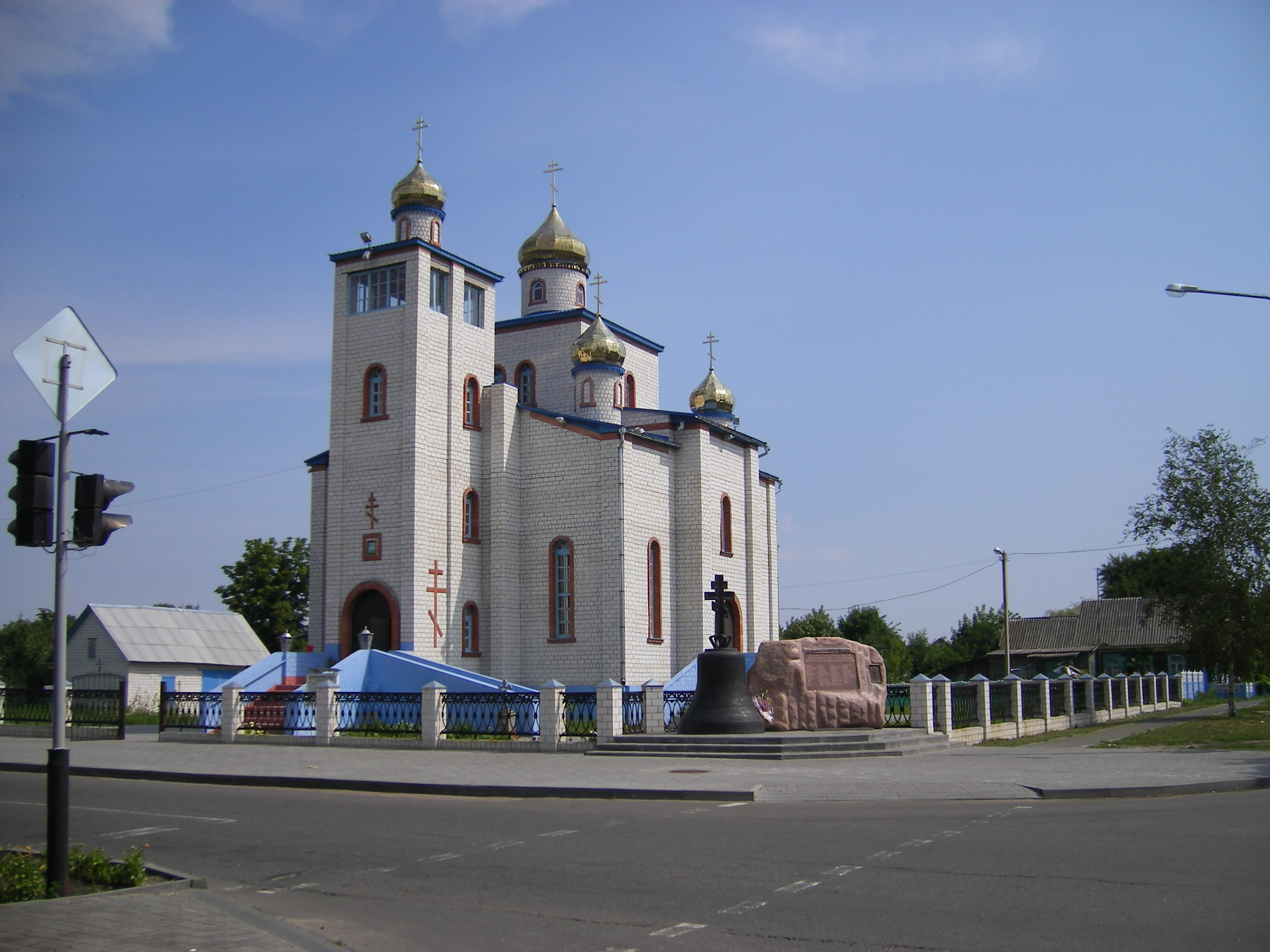
Sobór Prieobrażeński